# Cucal de Sulawesi
El cucal de Sulawesi (Centropus celebensis) és una espècie d'ocell de la família dels cucúlids. És endèmic d'Indonèsia. Els seus hàbitats naturals són els boscos i els matollars. És una espècie en risc mínim, és a dir, no sembla que hi hagi cap amenaça significativa per a la seva supervivència. El seu nom específic, celebensis, significa 'de Cèlebes' en llatí.